# 蒙扎大教堂
蒙扎圣若翰洗者次级宗座圣殿（義大利語：Basilica minore di San Giovanni Battista） 是一座罗马天主教的宗座圣殿，位於義大利北部倫巴第大區城市蒙扎。该堂俗称为“蒙扎大教堂”（Duomo di Monza），然實際上並非主教座堂，蒙扎一直屬米蘭主教管區管轄，教堂在603年就已經完成。

## 外部連結
维基共享资源上的相關多媒體資源：蒙扎大教堂
- 官方网站
- Page with images of the frescoes （页面存档备份，存于） （意大利文）

1. ↑  （英文） Catholic.org Basilicas in Italy （页面存档备份，存于）